# Lorena y Barrois
Lorena y Barrois fue una gobernatura creada en 1766, durante la anexión de los ducados de Lorena y Bar por el reino de Francia.

## Historia
El rey Luis XV de Francia (1715-1774) había negociado en los preliminares de Viena de 1735 "un acuerdo por el cual Francisco [III, duque de Lorena] recibió el ducado de Toscana [...] a cambio de Lorena, y Stanislas Leszczyński, el destronado rey de Polonia y suegro de Luis XV, obtuvo Lorena, que después de su muerte pasaría a su hija, en otras palabras, a Francia". El año siguiente (1736), "por acuerdo secreto", Stanislas había "abandonado la administración financiera de sus propiedades a Luis XV por un subsidio anual". Sin embargo, ambos tratados garantizaban la legislación de Lorena y Barrois, "los privilegios de los tres órdenes, y su derecho consuetudinario y aranceles aduaneros, que conservaron hasta la Revolución Francesa".

## La última provincia de Francia
En 1766, tras la muerte del rey y duque Stanislas Leszczyński, fue derogado el tribunal soberano de Lorena y Barrois creado en 1698 por el duque Leopoldo de Lorena y transformado en el Gran Gobierno de Lorena y Barrois. Este gestionó los siguientes territorios:
- Los ducados de Lorena y de Bar;
- La provincia de los Tres Obispados (provincia francesa de facto desde 1552, ratificada en 1648);
- El Luxemburgo francés (bailía de Thionville, preboste de Montmédy, etc) ;
- El ducado de Carignan;
- El país de Sarre;
- El ducado de Bouillon.

Cabe señalar que la provincia de Tres Obispados conservó una cierta independencia dentro del gran gobierno, conservando sus propios gobernadores y su propia capital, Metz, hasta 1790.

## Creación de los departamentos

Ducado de Bar en el siglo XVIII
Ducado de Lorena en el siglo XVIII
Provincia de Tres Obispados en el siglo XVIII

En 1790, este gran gobierno que corresponde casi a la región de Lorena dio a luz a cinco departamentos franceses:
- Ardenas (para la parte correspondiente al ducado de Carignan)
- Meurthe
- Mosa
- Mosela
- Vosgos

## Integración de las posesiones principescas
En 1793 fueron integrados a estos departamentos los últimos enclaves no francesas :
- El principado de Salm (Senones), integrada a Vosgos ;
- El condado de Créhange, integrado a Mosela;
- El condado de Sarrewerden que fue integrado igualmente en Mosela el 14 de febrero de 1793, y transferido algunos meses más tarde al departamento de Bajo Rin formando así Alsacia bossue.

En 1795, el señorío de Lixing fue integrado a su vez en Mosela.